# Brúixola Silva
Silva Sweden AB és una empresa de productes que fabrica brúixoles portàtils i altres equips de navegació, com ara eines de GPS, programes de mapes, altímetres d'avions i eines de navegació marítima. Els fundadors de Silva - Gunnar Tillander, Alvar Kjellström, Arvid Kjellström i Björn Kjellström - van inventar la brúixola de placa base, molt popular i que s'utilitza arreu del món en activitats a l'aire lliure, p.e. en curses d'orientació, etc..
Creada a Suècia, l'empresa exporta a tot el món, amb empreses de màrqueting a Estocolm, Suècia, Mantes-la-Ville, França, Friedrichsdorf, Alemanya, i Livingston, Escòcia. Les brúixoles Silva són fabricades per a Silva pel grup HANZA de Suzhou, Xina.

## Història

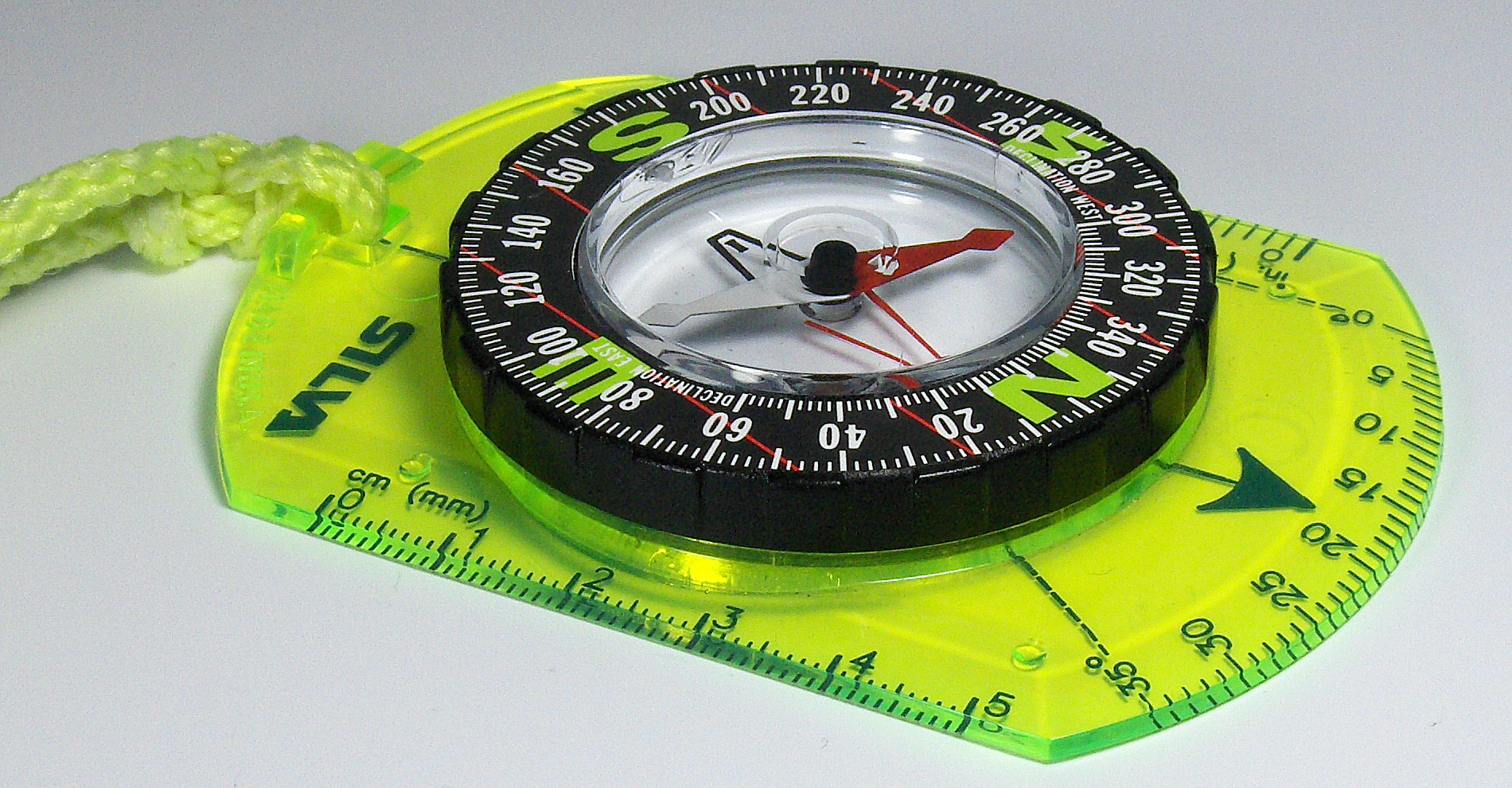
Brúixola Silva Voyager (Brunton 9020)

Silva Sweden AB va crear la seva primera brúixola el 1928 i va establir la seva empresa el 1933.A continuació es mostra una cronologia de dates importants en la història de Silva Sweden AB:
- 1928 Gunnar Tillander inventa la primera brúixola de placa base.[4]
- 1932 La Silva Company es crea el desembre de 1932 per Tillander, Alvar Kjellström, Arvid Kjellström i Björn Kjellström. La companyia presenta la seva primera brúixola de placa base amb una càpsula amortida amb líquid.
- 1938 Introducció de la primera brúixola marina Silva amb amortiment líquid.
- 1939 Silva Armékompass Model 1939 es va introduir la primera brúixola Silva amb mira mirall, amb càpsula amortida amb líquid.
- 1946 Björn Kjellström comença les operacions de Silva als EUA com a The Silva Company (més tard Silva, Inc.). Fàbrica de muntatge de brúixoles establerta a La Porte, Indiana, per fabricar brúixoles amortides per inducció (càpsula seca) per al mercat nord-americà. La Porte IN Silva Serveis d'Orientació establerts per donar suport a l'esport d'orientació a Amèrica del Nord.
- 1948 Kjellström funda les operacions de distribuïdor canadenc de Silva a Toronto, Canadà com Silva Ltd.
- 1950 Silva La brúixola d'observació d'orientació Ranger es va introduir a Amèrica del Nord amb un sistema d'observació de mirall i una agulla amortida amb líquid.
- 1958 Silva Production AB s'amplia amb noves operacions de fabricació de plàstics
- 1960 Silva Production AB s'expandeix amb noves operacions de fabricació i eines. Silva presenta la seva primera brúixola de canell, amb un amortidor d'agulles mecànic.
- Introducció de la brúixola de luxe Silva Ranger Type 15 de 1964 amb declinació, clinòmetre i escala de quadrant ajustables opcionals
- 1973 Nova planta de fabricació, Instrumentverken a Sollentuna. Johnson Wax Associates (JWA) adquireix Silva, Inc. (Silva USA).
- 1980 JWA trasllada la seva seu corporativa a Binghamton, Nova York, tancant la fàbrica de brúixoles Silva USA a La Porte, Indiana. La brúixola de coixinet de mà tipus 50 es va introduir per als propietaris d'embarcacions petites.
- 1981 Silva Production AB llança el seu primer disseny d'instruments electrònics
- 1981 Adquisició de diferents línies d'articles esportius per al mercat esportiu suec per part de Silva Production AB.
- 1982 fabricació dels primers instruments electrònics per Silva Production AB.
- 1985 Johnson Worldwide Associates (JWA) compra Silva Ltd. de Canadà.
- 1986 Ampliació de la planta de fabricació de Silva Production AB a Sollentuna.
- 1989 Llançament del programa d'inversió més gran mai per a The Silva Group. Mercat - fabricació - recerca i desenvolupament.
- 1990 Inauguració nous locals Silva França. 25 milions de brúixoles produïdes. Adquisició del productor d'instruments de precisió Sisteco de Finlàndia
- 1992 Silva Group presenta un receptor GPS amb una brúixola digital integrada
- 1995 Mor Björn Kjellström. Es reinaugura la fàbrica Silva de Haninge.
- 1996 Silva Production AB adquireix Brunton, Inc. i finalitza el seu acord de distribució de brúixoles amb Silva USA/JWA.[5] S'ha introduït la brúixola Ranger Pro tipus 25.[6]
- 1997 JWA (més tard Johnson Outdoors, Inc.) presenta una demanda per conservar els drets exclusius de la marca Silva a Amèrica del Nord.
- 1998 D'acord amb un acord amb JWA, Silva Production AB de Suècia es compromet a no comercialitzar brúixoles amb la marca Silva als EUA i Canadà. Silva of Sweden AB signa un acord amb Brunton, Inc. per distribuir les seves brúixoles originals Silva de fabricació sueca sota les etiquetes Brunton i Nexus a Amèrica del Nord.[7] Al seu torn, les brúixoles dissenyades per Brunton com el Brunton 9020 , 8040 i Eclipse i procedents dels EUA i la Xina estan etiquetades amb la marca Silva o Silva Voyager per a la venda a zones fora d'Amèrica del Nord.
- 2000 Silva presenta el Silva Multi-Navigator, un GPS combinat, brúixola electrònica i altímetre baromètric, venut com Brunton MNS a Amèrica del Nord.
- 2002 Silva obre una instal·lació de fabricació a la Xina continental com a empresa conjunta per a la fabricació d'alguns models de brúixola Silva.
- 2005 Tanca la instal·lació de fabricació de Haninge, Suècia. Silva adquireix el 100% de la propietat de la instal·lació de fabricació de Shenzhen, Xina.
- 2006 Fiskars AB adquireix Silva Production AB Group de Suècia
- 2009 Fiskars ven Brunton Inc. a Fenix Outdoor AB de Suècia. Silva de Suècia deixa d'exportar les seves brúixoles i dispositius GPS a Amèrica del Nord amb les marques Nexus i Brunton , i atura les importacions de productes Brunton a Europa amb el nom Silva .
- 2011 Fiskars ven Silva Sweden AB a Karnell, una empresa d'inversió sueca. Silva deixa de produir la brúixola a Suècia.
- 2012 Silva Shenzhen es converteix en l'única instal·lació de fabricació de brúixoles Silva.
- 2016 Després de l'expiració de la patent global d'agulla Recta AG/ Suunto Oy Turbo-20 , Silva Sweden AB presenta les seves primeres brúixoles d'agulla.
- 2018 Silva Sweden AB torna a adquirir els drets de distribució nord-americans de la marca Silva de Johnson Outdoors. Silva discontinua tota la fabricació de brúixoles a les instal·lacions de Shenzhen i subcontracta la fabricació futura de brúixoles al grup HANZA de Suzhou, Xina

## Activitat actual
El 2006, Silva va ser adquirida pel grup finlandès Fiskars. Silva Sweden AB va conservar la seva pròpia identitat corporativa com a fabricant de productes d'exterior dins de Fiskars sota la seva divisió Gerber Legendary Blades.
El 2009, Fiskars va vendre Brunton Inc. a una empresa sueca, Fenix Outdoor AB. Després de la desinversió, Brunton va tancar les seves línies de brúixola Nexus i Elite i va suspendre la brúixola Brunton 54LU, tots els quals van ser reetiquetats com a productes Silva of Sweden, i va suspendre les importacions del Silva Multi-Navigator GPS venut a Amèrica del Nord com Brunton MNS . Aquestes accions van deixar Silva de Suècia sense un distribuïdor nord-americà per a les seves brúixoles i eines GPS de fabricació sueca. Fiskars va vendre Silva de Suècia a Karnell AB el 2011.
El 2018, Silva Sweden AB va tornar a adquirir els drets de distribució nord-americans de la marca Silva de Johnson Outdoors. El març de 2018, Silva Sweden AB va anunciar que externalitzaria tota la fabricació de brúixoles de la seva fàbrica a la Xina a les instal·lacions de fabricació del grup HANZA a Suzhou, Xina

## Gamma Silva

### Brúixoles

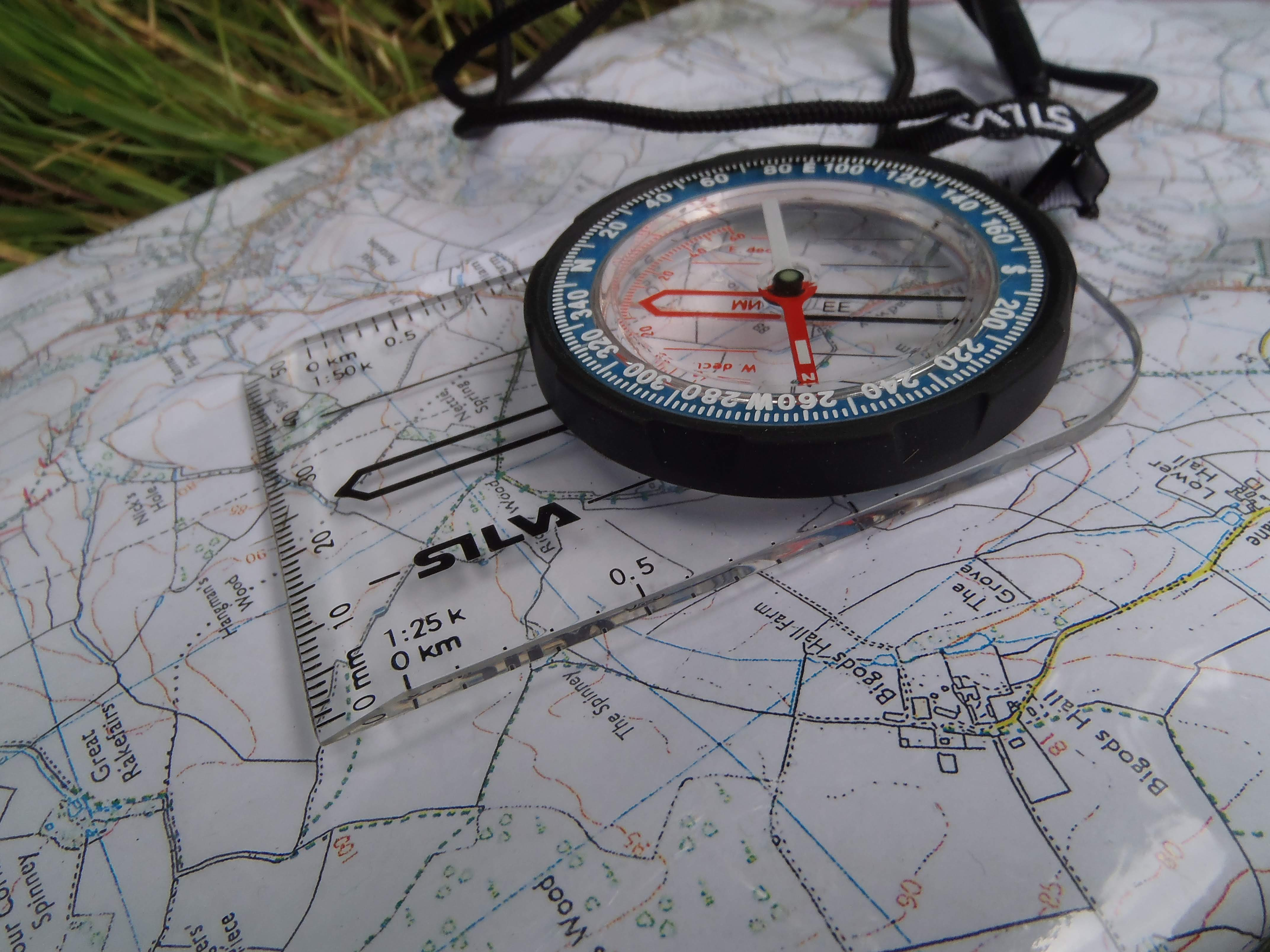
Brúixola de placa base Silva Field sobre un mapa

Silva de Suècia AB ha fabricat una gran varietat de brúixoles portàtils per a usos recreatius, excursionistes, científics i marins al llarg dels anys, incloent transportadors simples o brúixoles de placa base com el Field, Expedition 3 (abans Ranger 3 ) i Expedition 4 a més. brúixoles d'albirament sofisticades com l' Expedition Model 54 i la línia de brúixoles de topografia Silva SightMaster .

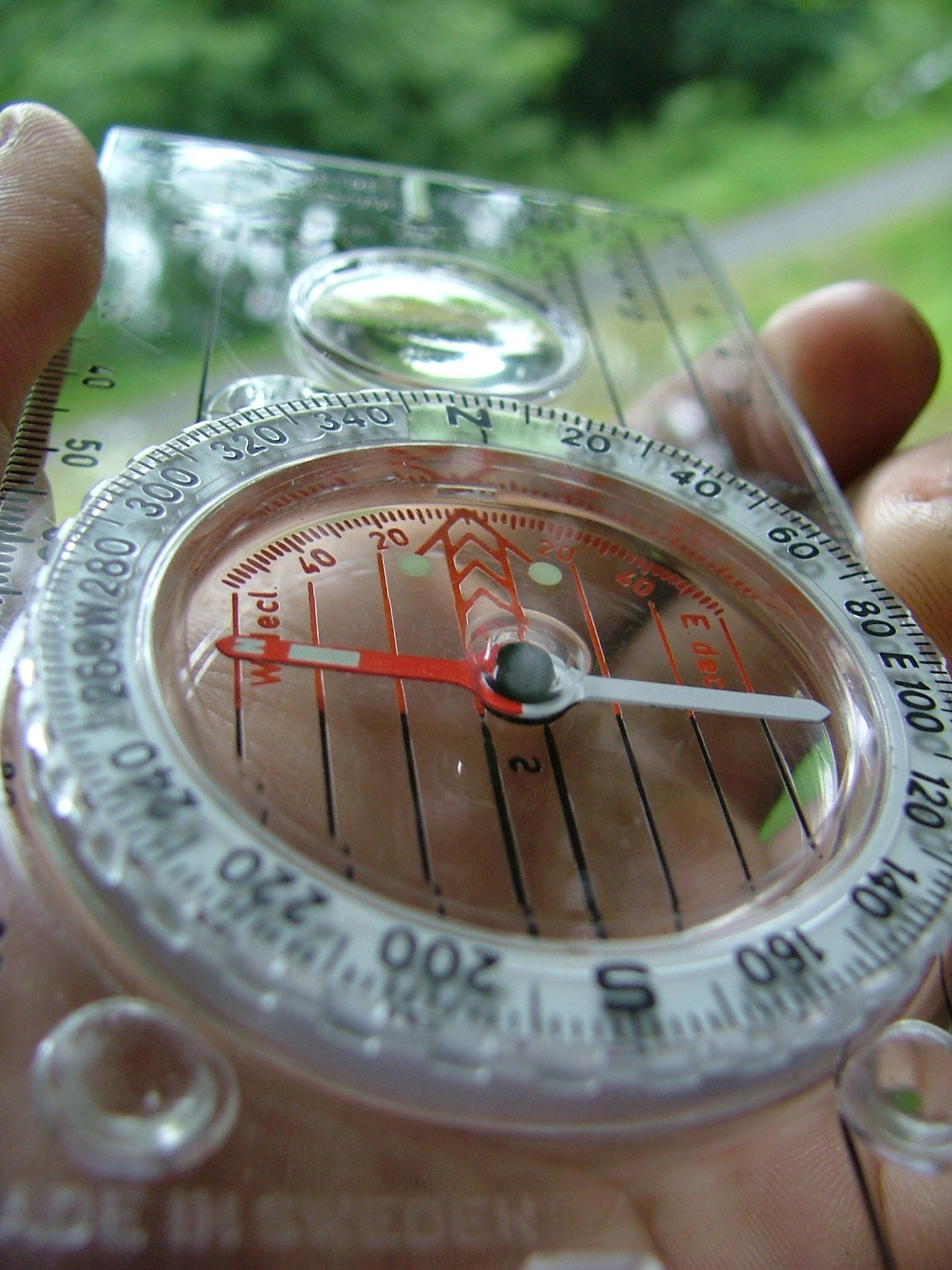
Brúixola Silva Expedition 4

L'Expedition 15T de Silva, l'Expedition TDCL i l'Expedition S són versions modernitzades de l'original Type 15 Silva Ranger, en si mateix un desenvolupament del Model 1939 que incorporava una càpsula amortida amb líquid amb un mirall d'observació que funcionava com a coberta protectora. A mitjans de la dècada de 1990, Silva va presentar la brúixola Model 25TDCL i TDCLE Ranger, rebatejada per a la venda nord-americana com a (Brunton) Nexus 225 o 25TDCL/TDCLE Pro Elite. El 25TDCL i el 25TDCLE Pro Elite o el Nexus Type 225 segueix sent, tecnològicament parlant, la marca més alta del disseny de la brúixola Silva Ranger; Silva de Suècia mai va fer un Ranger més avançat o millor equipat, i des de llavors ha interromput completament el Tipus 25/Type 225.
D'acord amb els seus orígens com a fabricants de brúixoles d'orientació, Silva també ofereix la seva sèrie d'orientació de models Jet, Spectra i Race optimitzats per a competicions d'orientació i curses d'aventura.
Silva té una llarga història de subministrament de variants de les seves brúixoles d'ús general a diverses forces militars del món, incloses les forces de defensa del Regne Unit, Dinamarca, Austràlia, Nova Zelanda i Suècia. Aquests inclouen els compassos de l'OTAN Silva Expedition 3 Military, Expedition 4 Military, Expedition 4B Military, Expedition 15T, Expedition 15TDCL i Expedition 54 Military amb esfera en mil·límetres i graus i il·luminació de triti opcional (tots els models estàndard tenen il·luminació lluminosa; models amb un El sufix "B" (beta) està equipat amb càpsules de triti autoil·luminades).

## Models actuals
A les instal·lacions de fabricació del grup HANZA a la Xina continental, Silva de Suècia AB fabrica una àmplia varietat de brúixoles portàtils per a usos recreatius, excursionistes, científics i marins, com ara el Ranger, el Ranger S, l'Expedition i el 3NL- models 0360 . També hi ha versions d'agulles "globals" adequades per utilitzar-les a totes les zones magnètiques del món.

### GPS
L'any 2000, Silva va presentar l'eina de navegació Silva Multi-Navigator, que combinava un receptor GPS amb una brúixola electrònica, baròmetre i altímetre. El Multi-Navigator es va vendre a Amèrica del Nord sota la marca Brunton com a Brunton MNS . El Multi-Navigator va ser seguit l'any 2004 per l'eina de navegació Silva Atlas que presentava una visualització de mapa en escala de grisos. Tant el Multi-Navigator com l' Atlas no van aconseguir capturar una part important del mercat de GPS altament competitiu i es van retirar del mercat el 2009.

### Altres instruments
A més de les brúixoles i les eines GPS, Silva fabrica diversos altres tipus d'equips de navegació i equips a l'aire lliure, com ara mesuradors de temps/altímetre/temperatura/vent, fars, prismàtics i accessoris d'orientació.